# Arte operativa
L'arte operativa, detta in alcune pubblicazioni grande tattica, è una branca dell'arte militare che studia le operazioni, cioè la manovra di truppe non impegnate direttamente (tatticamente) in battaglia, principalmente quelle che coinvolgono unità di tipo diverso (terrestri, aeree, navali), ad un livello intermedio fra la tattica e la strategia. L'arte operativa è nata praticamente solo nella seconda metà XX secolo, con le grandi operazioni interforze della seconda guerra mondiale.

## Origini
A partire dalla guerra civile americana le armi da getto acquisirono una potenza tale che l'uso di reparti operanti in ordine chiuso divenne improponibile, in quanto il percorso da effettuare sotto il tiro efficace delle armi da fuoco nemiche passò da poche centinaia di metri a più di un chilometro. In queste condizioni le unità in ordine chiuso venivano inesorabilmente falcidiate dal fuoco nemico ed era praticamente impossibile arrivare in ordine chiuso al contatto fisico, come dimostrarono ampiamente le cariche di Balaclava (cavalleria) e di Pickett (fanteria) a Gettysburg. Questa lezione fu compresa sul teatro europeo solo con la prima guerra mondiale, che inizialmente trovò tutti gli stati maggiori assolutamente impreparati di fronte ai nuovi problemi posti dal fuoco nemico. Nel corso della guerra lo stato maggiore tedesco, posto di fronte al problema, lo risolse con una riduzione della densità delle truppe e con una maggiore libertà delle unità minori, portando così ai successi di Galizia, Riga, Caporetto e del Kaiserschlacht.
Questo nuovo modo di operare aumentò enormemente l'area occupata dalle maggiori unità, tanto che nella seconda guerra mondiale una divisione copriva un fronte molto superiore a quello coperto da un corpo d'armata nel corso della prima. Questo dilatarsi dello spazio in cui combattevano i corpi d'armata ebbe come conseguenza diretta che i comandanti non avevano più il controllo visivo della situazione, quindi dovevano condurre le operazioni tramite i comandi subordinati. In questo modo le azioni dei corpi d'armata non potevano più essere considerate atti tattici, ma non potevano ancora essere considerate atti strategici, in quanto solo episodi di una battaglia a livello maggiore. Considerando che in queste battaglie era spesso richiesta la cooperazione fra diverse forze armate (se non altro fra le forze terrestri e quelle aeree), operanti con criteri d'impiego diversi, si creò la necessità di introdurre un nuovo livello teorico per l'utilizzo dei mezzi disponibili per il combattimento. Tale livello venne indicato come operational in campo anglosassone e generalmente è indicato come livello operativo.

## Concetto e metodo
Il termine non fu utilizzato largamente in occidente fino agli anni ottanta del ventesimo secolo, quando era visto in modo analogo all'espressione "medio termine" contrapposta alle espressioni lungo termine e breve termine nell'ambito della prospettiva delle decisioni da prendere relativamente alla temporizzazione del movimento. I pensatori militari occidentali, particolarmente quelli britannici, cominciarono a considerare il concetto negli anni ottanta e questo lentamente si fece strada nella terminologia militare occidentale e nei corsi di addestramento al combattimento per ufficiali. In parte fu reso popolare dal suo uso in wargame e giochi per computer.
In altri termini nel XX secolo è stata chiamata battaglia operativa dai teorici militari un'azione militare che avviene ad una scala superiore a quella in cui hanno importanza la linea di mira e l'ora del giorno, ma comunque inferiore al livello strategico, dove hanno il loro peso la capacità produttiva della nazione e la diplomazia. Le unità militari sono considerate unità operative se sono in grado di condurre un'azione operativa senza aiuti esterni e sono di dimensioni sufficienti per essere manovrate direttamente o hanno un effetto sulla procedura decisionale del nemico a livello strategico di una campagna militare o addirittura di una guerra. Il metodo di effettuare azioni a livello operativo fu inizialmente messo in pratica dal generale russo Aleksej Alekseevič Brusilov nell'estate del 1916, ma l'esercito tedesco si dimostrò subito capace di applicarne i principi prima sul fronte occidentale poi sull'Isonzo, nel corso della prima guerra mondiale. Venne sviluppato negli anni venti e trenta del XX secolo in collaborazione fra tedeschi e sovietici nel campo di addestramento congiunto a Kazan'. Nel corso di quegli anni il maresciallo Tuchačevskij sviluppò il concetto come base per il nuovo manuale di impiego delle unità corazzate dell'Armata Rossa. Il concetto poi si evolse nel corso della seconda guerra mondiale attraverso le varie prove e applicazioni pratiche sia da parte della Wehrmacht sia da parte dell'Armata Rossa nel corso delle azioni sul fronte orientale.
Ciò che costituisce il livello operativo è cambiato con le dimensioni e le funzioni degli eserciti. Nel corso della seconda guerra mondiale un'unità di livello operativo era tipicamente un corpo d'armata o un'armata. Con l'aumento della capacità operativa (combat power) delle unità nel corso della guerra fredda questo livello è stato trasferito inizialmente alle divisioni corazzate. Dopo la guerra fredda, la capacità operativa di formazioni relativamente piccole è aumentata al livello di quella avuta da maggiori formazioni nel passato, nell'esercito statunitense ed in altre forze armate attualmente la brigata (composta da circa 6000 uomini) è vista come unità a livello operativo, sostituendo la divisione.

## Ruolo dell'azione operazionale in battaglia
Il movimento operazionale funziona per realizzare la strategia globale di un esercito dirigendo le forze tattiche e fornendo loro l'appoggio necessario a raggiungere i loro obiettivi tattici. Le unità operazionali hanno sufficiente organico in armi e logistica per effettuare tutti (o, almeno la maggior parte dei) i ruoli militari. I gruppi di manovra operazionale (Operational Manoeuvre Group) dell'esercito sovietico oltre ad elementi di armi combattenti comprendevano appoggi anche a livello logistico, medico e spesso anche di appoggio aereo come elicotteri armati da unità di maggiore livello, rendendoli quindi capaci di operazioni totalmente indipendenti.
Le forze tattiche al livello operazionale più basso effettuano l'impegno tattico del nemico ed i comandanti di tali unità hanno la responsabilità di determinare le modalità migliori per portare a termine questo compito nel combattimento. Le decisioni tattiche (per esempio, dove stabilire trincee per la difesa) e le singole unità che le maggiori unità attaccanti dovranno spostare sono determinate a questo livello. La minima unità operazionale definisce gli obiettivi immediati di queste unità tattiche entro le loro zone di comando, coordinando le azioni offensive e difensive delle unità così come la pianificazione e l'appoggio di artiglieria necessari al compimento dell'azione. Le unità operative a livello maggiore come divisioni e corpi d'armata devono appoggiare le unità operazionali a livello minore con rifornimenti logistici e medici ed avranno a loro disposizione gli interventi su richiesta di unità aeree e di artiglieria. Queste operazioni di fuoco d'appoggio devono essere concentrate ad un livello operazionale superiore in modo tale che la loro potenza di fuoco possa essere utilizzata dove è maggiormente richiesta. Inoltre queste force possono coordinare l'appoggio di fuoco a livello inferiore perché venga applicato su obiettivi particolarmente paganti, con la tecnica del time on target.
Verso la fine della guerra fredda gli Stati Uniti svilupparono una dottrina per l'utilizzo congiunto delle forze denominata Airland Battle 2000, che formalizzava la dottrina operativa statunitense relativamente al concetto di guerra di movimento. Questa dottrina tendeva a create una pratica coerente ed ordinata riguardante tutti gi aspetti dell'arte operazionale dalla logistica alla manovra e, particolarmente, l'impiego dell'artiglieria e dell'appoggio aereo.